# Stefan Finke
Stefan Finke (* 20. Mai 1963 in Düsseldorf) ist ein deutscher Schriftsteller.

## Leben
Stefan Finke studierte in Tübingen Empirische Kulturwissenschaft und Germanistik, Allgemeine Rhetorik und Philosophie, besuchte Creative-Writing-Seminare an der ETH Zürich, das Studio Literatur und Theater an der Eberhard Karls Universität Tübingen und beendete sein Studium mit dem Diplom des Deutschen Literaturinstitutes Leipzig.
Zahlreiche journalistische Arbeiten, Hörspiele, Theatertexte, Kurzprosa-Veröffentlichungen. Stefan Finkes Hörspiele wurden bisher produziert vom Bayerischen Rundfunk, dem SWR, dem WDR und Radio Bremen.
Finke war 2006 Stipendiat des Landes Nordrhein-Westfalen. Das Hörspiel Tomaten für Bristol. Ein Requiem war Wettbewerbsbeitrag des WDR für den CIVIS-Preis 2004, das Theaterstück Landmetzgerei Hümmel wurde zum Stückemarkt TT05 der Berliner Festspiele 2005 eingeladen, bereits 1995 erhielt er den FOGLIO-Literaturpreis, 2006 den PRIX Hörverlag. Zuletzt erhielt Stefan Finke den Klagenfurter Theaterpreis 2010.

## Werke
Theaterstücke
- Landmetzgerei Hümmel, Schauspiel, Stückemarkt/Berliner Festspiele 2005. Dramaturgie: Beret Evensen. Regie: Friederike Heller.

Hörspiele
- Hümmel, Landmetzgerei, Westdeutscher Rundfunk 2004. Dramaturgie: G. Bühren. Regie: J. Schlüter.
- Tomaten für Bristol,  Westdeutscher Rundfunk 2003. Dramaturgie: G. Bühren. Regie: C. Pragua. Übernahmen: Hessischer Rundfunk 2004, Bayerischer Rundfunk 2005
- ELF, Live-Hörspiel, Deutsche Hörfunkakademie 1999.
- Familienalbum,  Bayerischer Rundfunk 1998. Dramaturgie: Barbara Schäfer. Regie: Uli Lampen. Übernahmen: Deutschlandradio Berlin 1998, Hessischer Rundfunk 1998, Bayerischer Rundfunk 1999 (Wh.), Saarländischer Rundfunk 1999, Deutschlandradio Berlin 2000 (Wh.), Norddeutscher Rundfunk 2004, DRS Schweiz 2004, PRIX Hörverlag 2006.
- Du warst ganz und gar in Ordnung, nach einer Geschichte von Dorothy Parker. Radio Bremen 1997. Dramaturgie: Holger Rink. Regie: Christiane Ohaus. Wh. 1999
- Monolog eines Küchenjungen,  Süddeutscher Rundfunk/Südwestfunk 1997. Dramaturgie: Reinhardt Jung. Regie: Hartmut Kirste. Südwestrundfunk 1999 (Wh.)
- Ein ganzer Haufen Butter, Studio Literatur und Theater, Uni-Radio Tübingen 1995 (Mitarbeit). Regie: W.Hegewald, C.Hörburger.
- Die Brotfahrt, Süddeutscher Rundfunk 1989. Dramaturgie: Ekkehard Skoruppa. 1991 (Wh.), Übernahme: Radio Bremen 1994

Prosa
- Schokolade, Anthologie des Württh-Preises 2003
- Kindergeschichten, Süddeutscher Rundfunk 1996
- Familienalbum, Foglio-Literaturpreis 1995
- Vor hinter nach der Mauer: Baustelle d. Alltage und Lebensläufe, Ausstellung, Katalog, Tübingen 1992/93 (Mitarbeit)